# زک پن
زک پن (به انگلیسی: Zak Penn)، (زاده ۱۹۶۸) فیلم‌نامه‌نویس و کارگردان آمریکایی است. پن کارگردان و نویسنده حادثه در لاک نس(۲۰۰۴) و بزرگ (۲۰۰۸) و یکی از نویسنده‌ها مردان ایکس: آخرین ایستادگی(۲۰۰۶) بوده‌است. او همچنین خالق سریال علمی-تخیلی آفاز است.